# USS LST-736
O USS LST-736 foi um navio de guerra norte-americano da classe LST que operou durante a Segunda Guerra Mundial.